# Lena Conradson
Lena Conradson, ursprungligen Konradsson, senare Berglund, född 23 mars 1948, är en svensk sångerska från Lycksele. Hon gav ut flera EP- och singelskivor mellan 1959 och 1966 samt sjöng 1966 i trion Pearlettes.
Redan som femåring upptäcktes hon av gitarristen Banjo-Lasse och två år senare vann hon en talangtävling i Kornsjöstrand utanför Örnsköldsvik. År 1959 spelade hon in sin första skiva med, bland andra, Elefant-tango och Sju små vita svanar, vilka bägge blev radiofavoriter.
Lena Conradson spelade som tolvåring 1960 in originalet till sången Hej, mitt vinterland, hennes kanske mest kända inspelning. Därefter har den gjorts som cover av Family Four och Vikingarna, med flera. Största skivframgången blev "Tina och Marina", den svenska versionen av den tyska ESC-schlagern Zwei kleine Italiener. Med den nådde hon förstaplatsen på Radio Nords De Tio-lista 6 maj 1962 och som bäst plats 14 på branschtidningen Show Business försäljningslista i maj 1962. 
Hon gifte sig med kapellmästaren Tommy Berglund i Tom Bergers orkester och när hon födde sitt första barn i början av 1970-talet avbröt hon karriären.

## Filmroller
- Längta efter kärlek

## Diskografi
- Elefanttango (EP) (1959)[3]
- Hej mitt vinterland (EP)
- Varje stjärna i det blå (EP) (1961)
- Banjo Boy (EP) (1961)
- Grannens flicka (+ Tomtar på loftet) (singel)[4]
- Tina och Marina (+ Jag har aldrig blivit kysst) (singel) (1962)[4]
- Ökensand (+ Ett glas mjölk med gräddstänk) (EP)[4]
- Hilly Billy, ding dong, tuff tuff (EP)

## Samarbete
Med gruppen Pearlettes & Popsiders medverkade hon på
- Dancing in the street / Somwhere (1966)